# Metildietanolamina
Metildietanolamina é um líquido claro, incolor ou amarelo pálido com um odor de amônia. É miscível com água, álcool e benzeno. Metildietanolamina é também conhecida como N-Metil dietanolamina e mais comumente como MDEA. Tem a fórmula CH3N (C2H4OH)2. MDEA é uma amina terciária e é largamente usada como um agente "adoçador" em refinarias de petróleo, na indústria química e na produção de gás de síntese e gás natural.